# Klépierre
Klépierre, «Клепьер» — французская компания, оператор торговых центров во Франции и других странах Европы. Компания была основана в 1990 году, штаб-квартира расположена в Париже.

## История
Klépierre была основана в 1990 году. В 1998 году была поглощена компания Compagnie Foncière. В 2000 году было куплено 160 торговых центров у Carrefour. В 2005 году было куплено портфолио торговых центров в Польше и Чехии. В 2008 году был поглощён скандинавский оператор торговых центров Steen & Strøm. В 2012 году американский фонд инвестиций в недвижимость Simon Property Group стал крупнейшим акционером Klépierre, купив 28,7 % акций; эти акции были куплены у банка BNP Paribas, который был соучредителем Klépierre. В 2014 году было продано 126 торговых центров из числа ранее купленных у Carrefour.
В 2015 году была поглощена нидерландская компания Corio, стоимость сделки составила 4,3 млрд евро. В 2021 году была продана часть активов во Франции, Германии и Норвегии, к 2024 году число торговых центров в собственности компании сократилось до 70 по сравнению с 330 десятью годами ранее.

## Собственники и руководство
По состоянию на 2024 год крупнейшим акционером был американский фонд инвестиций в недвижимость Simon Property Group, ему принадлежало 22,28 % акций. Другими крупными держателями акций были BlackRock (6,25 %), Государственный пенсионный фонд Норвегии (5 %), нидерландский пенсионный фонд APG Group (4,98 %).
- Дэвид Саймон (David Simon) — председатель наблюдательного совета с 2012 года, также председатель и генеральный директор Simon Property Group.
- Жан-Марк Жестен (Jean-Marc Jestin) — председатель исполнительного совета с ноября 2016 года, в компании с 2012 года.

## Деятельность
В 2023 году в собственности компании было более 70 торговых центров в 11 странах Европы. Общая стоимость портфолио составляла 19,3 млрд евро, из них на недвижимость во Франции приходилось 40 %, на Италию — 22 %, Германию, Нидерланды и страны Центральной Европы — 14 %, Скандинавию — 13 %, Испанию и Португалию — 12 %. Кроме этого, Klépierre имеет долю 45 % в турецком операторе торговых центров Akmerkez.
Основными арендаторами торговых площадей по отраслям в 2023 году были:
- мода — магазины компаний Inditex, H&M, Bestseller[англ.], Primark[англ.], Calzedonia, Etam, Levi’s и другие; 36 % выручки;
- культура, спорт и досуг — магазины спорттоваров, мобильных телефонов, игрушек и подарков, ювелирных изделий и табака компаний Foot Locker[англ.], JD.com, Pandora, Orange и других; 20 % выручки;
- здоровье и красота — магазины косметики, салоны красоты, аптеки, магазины оптики и медицинские центры компаний GrandVision[нидерл.], Sephora, Douglas, Rituals[нидерл.] и других; 16 % выручки;
- еда и напитки — сети кафе и ресторанов McDonald’s, Burger King, Starbucks, Nespresso и других; 11 % выручки;
- товары для дома — магазины бытовой техники, хозяйственные магазины под брендами Maisons du Monde[англ.], Fnac Darty[англ.], Media Markt и другими; 11 % выручки;
- другие — кинотеатры, спортзалы и универмаги; 6 % выручки.